# 孫太夫山古墳

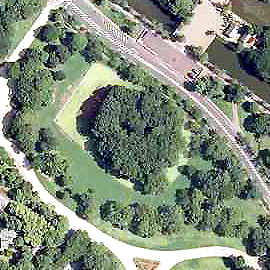
孫太夫山古墳の航空写真
画像：2017年撮影
。

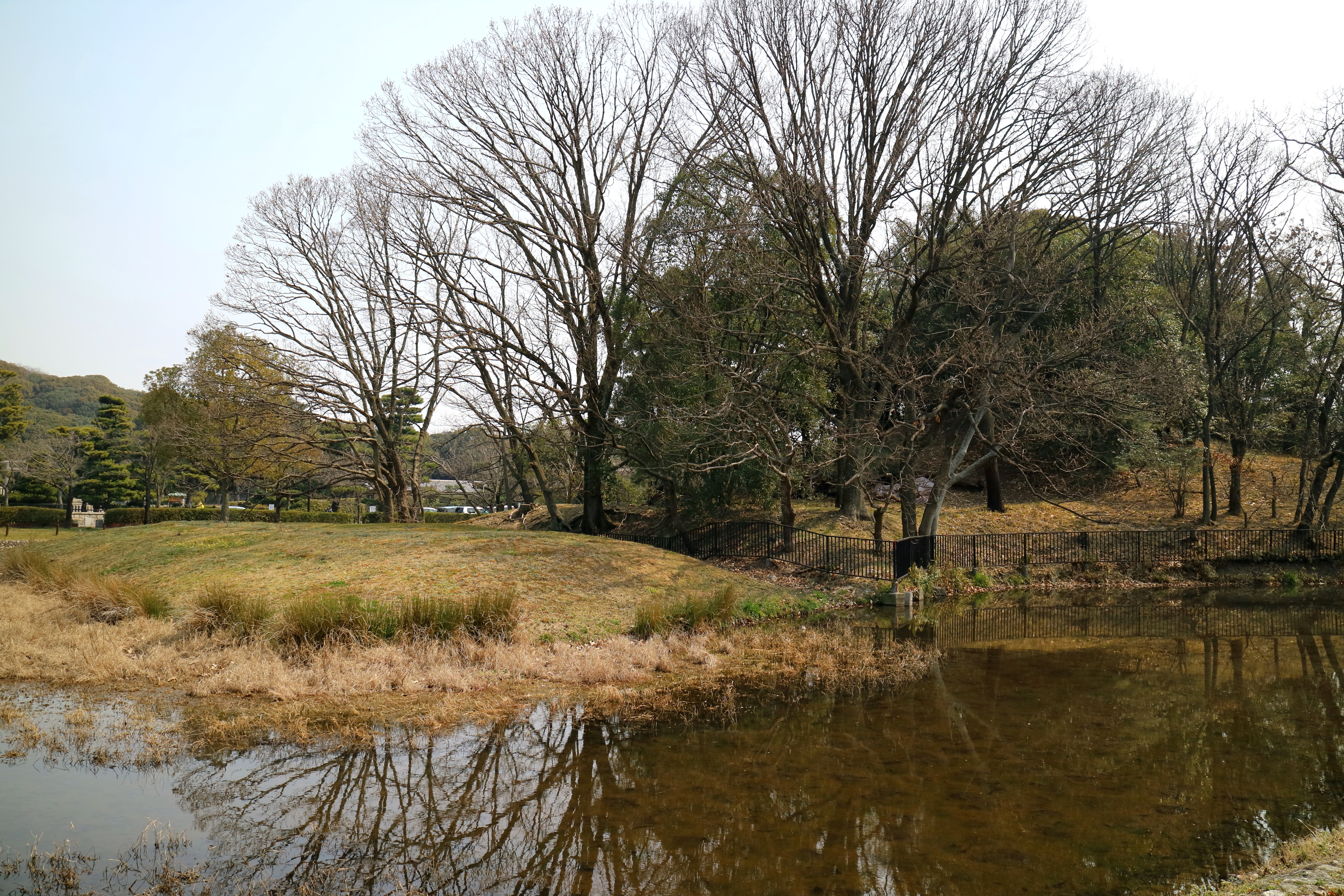
前方部から見た孫太夫山古墳

孫太夫山古墳（まごだゆうやまこふん）は、大阪府堺市堺区夕雲町2丁の大仙公園内にある前方後円墳。百舌鳥古墳群を構成する古墳の1つで、大仙陵古墳（仁徳天皇陵古墳）の陪塚とされ、世界文化遺産 百舌鳥・古市古墳群 -古代日本の墳墓群- の構成資産の一部として登録されている。

## 概要
大仙陵古墳南側の外濠の近傍にあり、竜佐山古墳の東側に位置し、前方部を西に向け、墳丘主軸線を大仙陵古墳の外濠に並行させて築造され、大仙陵古墳墳丘主軸線の延長上にあり、前方部が短い帆立貝形前方後円墳（帆立貝形古墳）である。墳丘の位置と主軸線の方向から、大仙陵古墳の陪塚とされる。墳丘は前方部が改変されているが、前方部と周濠は公園造成時に実施された範囲確認調査の成果を基に推定復元されたものであるが、当時の復元に際し、その根拠が乏しく、公園として整備され、周濠外側の斜面は鉄筋コンクリートと玉石で固められている。古墳全容を把握するため発掘調査（後述）が行われている。
墳丘は、長さ65 メートル、後円部直径48 メートル、後円部高さ7.7 メートルである。前方部の輪郭や濠は埋没保存されている。後円部は２段に築かれている。2011年（平成23年）度の発掘調査で、南西側の濠の形状が築造された時の状態をとどめていること、濠底から墳頂までの高さが7.7 メートルあることが判明した。また前方部西面の中央は、墳端に沿って転落した葺石と濠の外側斜面が確認されている。前方部側での濠幅は7.6 メートル、築造された時の周濠は馬の蹄様の形状だと考えられる。
1926年（大正15年）に宮内庁が測量しているが、この時にはすでに前方部が削平されていたと記録されている。また享保年間に描かれた『舳松領絵図』では周濠はすでに埋まり、陵墓図では水田として表現され、畦の輪郭が周濠の名残として読み取れる。大仙陵古墳の陪塚として、後円部は宮内庁が「仁徳天皇陵陪塚 い号飛地」として管理し、前方部と周濠は堺市が管理している。
前方部および周濠は堺市の史跡に指定されている。

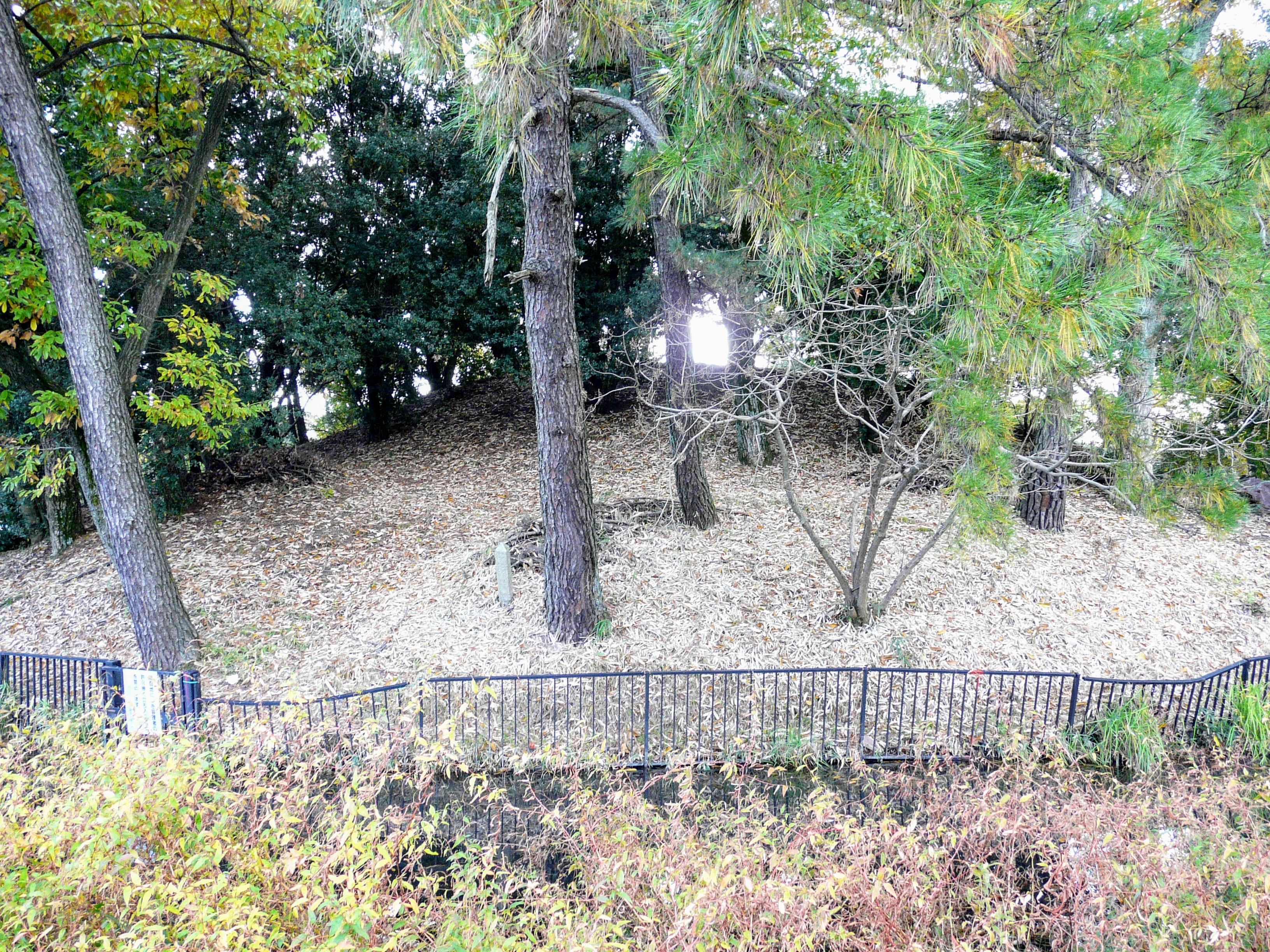
後円部
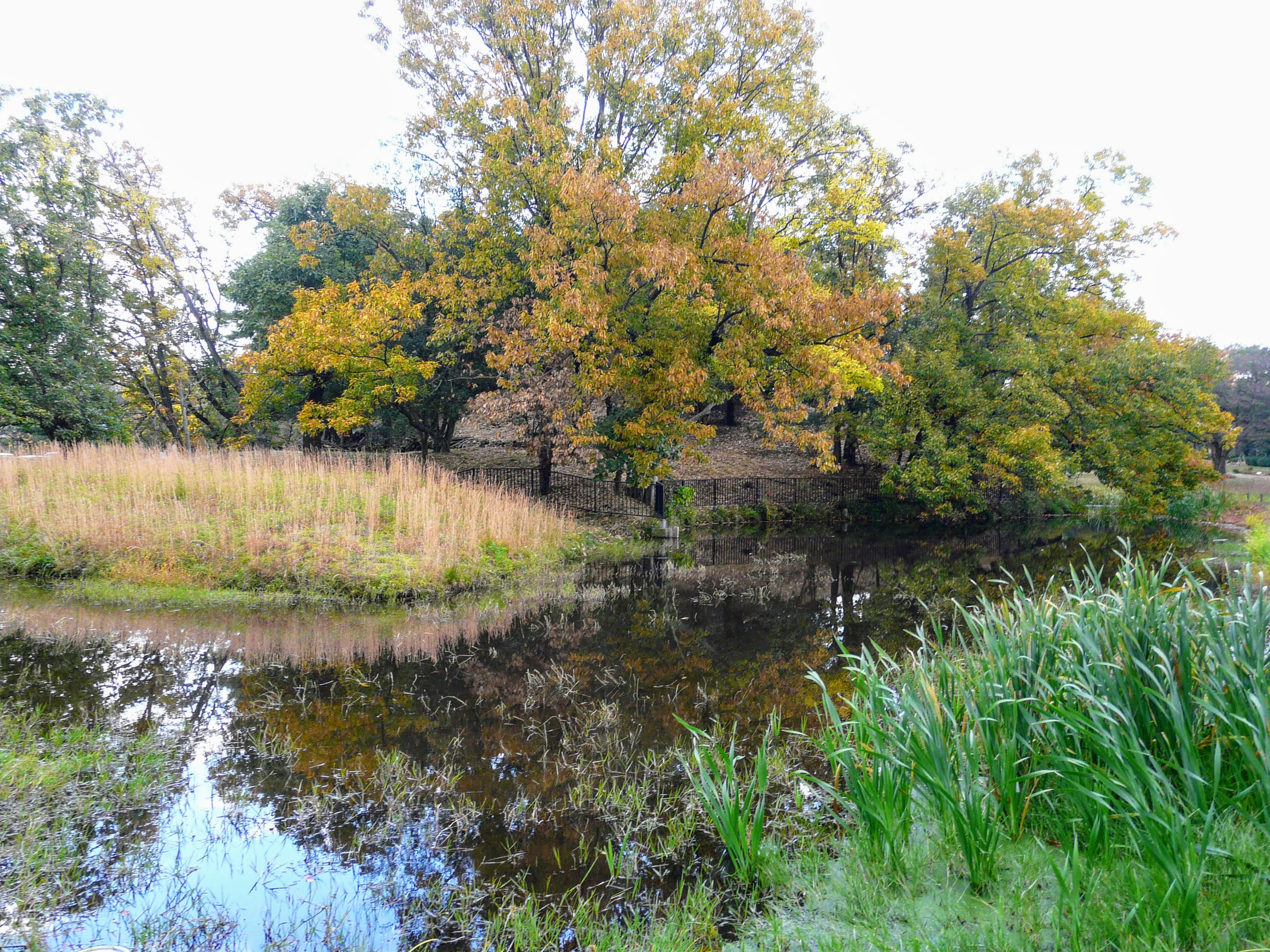
前方部南端から後円部方向を撮影（右奥が後円部）
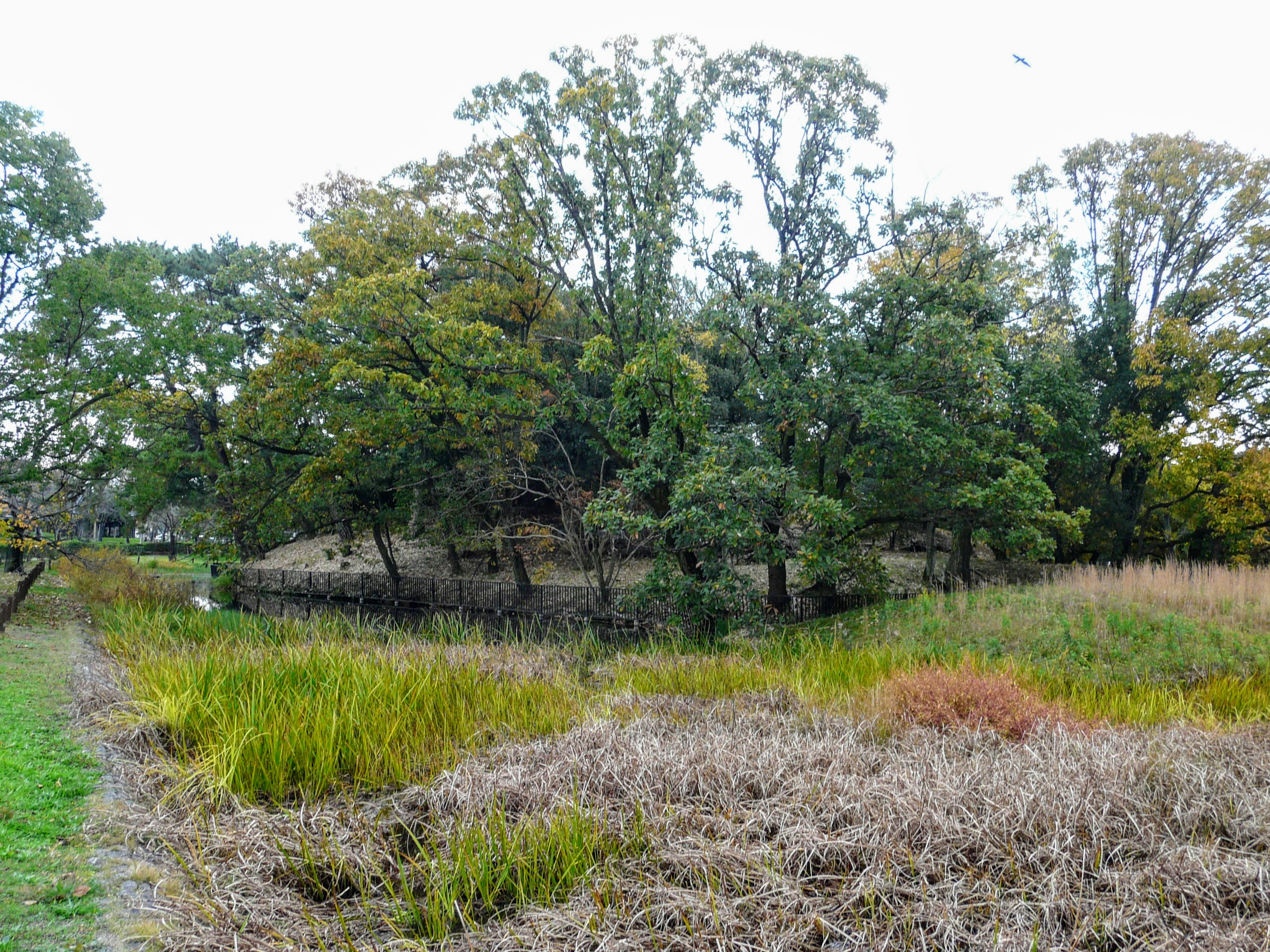
前方部北側より後円部方向を撮影（左奥に後円部）

## 規模
発掘調査から、古墳の規模は以下のように推定されている。
- 面積：2848.93 平方メートル

- 墳丘長：約65 メートル
- 後円部
  - 直径：約46 メートル
  - 高さ：約7.7 メートル
- 前方部
  - 幅：約26 メートル
  - 高さ：約2 メートル

## 出土品
埋葬施設、副葬品は不明だが、かつて墳頂から、土製勾玉が数個採取されたと伝わる。
発掘調査により、葺石、そして濠の堆積層より小型の円筒埴輪、朝顔形埴輪などが出土した。埴輪の製作時期は古墳と同時期の5世紀中頃と見られ、大仙陵古墳の埴輪と特徴が似ているため、同じ頃に作られたと考えられる。この事からも、大仙陵古墳の陪塚の一つと考えられている。

## 古墳の名称
古墳前方部西側の石碑碑文に「江戸時代、大鳥郡中筋村庄屋南孫太夫の所有であった」とある。南家に所蔵される古文書などによると、明治初期に古墳後円部の大半が南家より国に寄贈され、1968年（昭和43年）までに後円部の残りが宮内庁に、前方部と周濠が堺市に寄贈されたとされる。

## 調査概要
- 1978年（昭和53年）に、大仙公園整備に伴う古墳整備工事計画による事前発掘調査が行われた[11]。
  - 周濠埋土と段丘構成層を確認するだけで、図面、写真などの記録が残されていない。
- 1978年（昭和53年）の古墳整備工事において、特に前方部復元工事で立ち会い調査が行われたが記録が残されていない[11]。
- 1996年（平成8年）に、古墳北側歩道の下水道推進立坑掘削工事に伴う立ち会い調査が行われた[11]。

結果
道路基盤から1.2 メートル以上掘り下げた場所で、須恵器を含む褐灰色粘質土が確認された。この層は、周濠に向かって厚くなり、段丘構成層も落ち込む状況が確認されたことから、当古墳周濠肩の北側の辺縁と考えられ、推定復元整備された当古墳周濠の範囲よりも更に北側の広い範囲に周濠が存在していた可能性が、堺市教育委員会により指摘されている。復元整備された当古墳の形状や周濠の範囲、形状などが、調査に基づく根拠が乏しく、発掘調査により変更される可能性があり、解決されるべき課題が多いことが判明した。
- 2007年（平成19年）9月10日、国庫補助事業による発掘調査[12]。
  - 百舌鳥古墳群史跡指定申請に伴う範囲確認を目的にする発掘調査を行うための事前調査として行われ、今後予定の発掘調査の資料として、掘削土量の把握、周濠外側の遺構などの埋蔵文化財の存在確認などを目的とし、周濠外側の東（後円部側）、西（前方部側）と南側（後円部側方）の3箇所にトレンチを配し、調査を行った[12]。
    - 南側トレンチ - 段丘構成層を基盤とする溝状の遺構を確認したが、時期は不明で、遺物は含まれず、埋土や他のトレンチの状況から、当古墳に関連する遺構の可能性は低いと推測された。
    - 東側トレンチ - 段丘構成層の上に旧耕作土が残るが、西トレンチ同様に、大仙公園造成時に段丘構成層上面まで削平が行われていると考えられた。

結果
今回の発掘において、当古墳に関連する遺構、遺物は発掘されなかったが、濠底の標高は、段丘構成層よりわずかに高い位置にあり、濠埋土は遺存している可能性が高いと判明した。
- 平成20年1月21日 - 3月28日、地中レーダ探査による調査[3]。
  - 公園整備時に整備された古墳周濠外端から、約10 メートルの範囲を全周にわたり測定された[3]。

結果
今回の調査で、周濠の西側、南側の周濠の縁は、現状の周濠の縁よりも内側にあったと推定された。調査区の北半分は公園造成時における建設廃材を多く含む盛土で覆われ、遺構面の残存性が悪いと考えられた。
- 平成23年11月30日 - 平成24年3月30日、 墳丘、周濠の形状を確認し、古墳の範囲を調査する目的で発掘調査が行われた[13]。
  - 主に1.5 ｍ幅で墳丘裾から周濠外へ伸びるトレンチが、古墳全周におおよそ均等な間隔で8箇所、周濠内に4箇所のトレンチを配置し、発掘調査が行われた。

結果
遺物として埴輪、須恵器、瓦、備前産陶器、肥前産磁器などが出土したが、大半が小片のため全体像を復元するには至らなかった。埴輪の内訳として、朝顔形を含む円筒埴輪、蓋形埴輪、家型埴輪、動物形埴輪、石見型盾形埴輪などの形象埴輪が出土している。

## 文化財

### 堺市指定史跡
- 孫太夫山古墳前方部および周濠 - 2017年（平成29年）2月6日指定[7]。

## 世界遺産
2019年（令和元年）7月6日に世界文化遺産 「百舌鳥・古市古墳群 -古代日本の墳墓群-」 を構成する百舌鳥古墳群の構成資産の一部として登録されている。

## 交通アクセス
- JR阪和線百舌鳥駅 徒歩約10分

## 関連資料
- 久世仁士『百舌鳥古墳群をあるく 巨大古墳・全案内』創元社、2014年7月。ISBN 978-4-422-20154-2。
- 堺なんや衆『百舌鳥・古市古墳群勉強会』 百舌鳥古墳群編（仁徳陵だけじゃない！歩いて巡る百舌鳥古墳群）、堺なんや衆、2012年11月。全国書誌番号:22229298。